# Silkeborg IF
Silkeborg Idrætsforening – duński klub piłkarski z siedzibą w Silkeborg, w Jutlandii.

## Historia
Klub Silkeborg IF założony został w 1917 roku. Największym sukcesem było zdobycie mistrzostwa Danii w 1994 roku oraz zdobycie Pucharu Danii w 2001 i 2024 roku.

## Sukcesy
- mistrzostwa Danii:
  - mistrzostwo (1): 1994
  - wicemistrzostwo (1): 1998
  - 3. miejsce (3): 1994/1995, 2000/2001, 2021/2022
- I dywizja
  - mistrzostwo (2): 2003/2004, 2013/2014
- Puchar Danii
  - zwycięstwo (2): 2000/2001, 2023/2024
- Puchar Intertoto:
  - zwycięstwo (1): 1996

## Europejskie puchary
Legenda do wszystkich tabel:
- Q – runda eliminacyjna, 1/16, 1/8, 1/4, 1/2 – odpowiednia faza rozgrywek, Grupa – runda grupowa, 1r gr – pierwsza runda grupowa, 2r gr – druga runda grupowa, F – finał, R – runda, PO – play-off
- k. – rzuty karne, los. – losowanie, Dogr. – dogrywka, w. – zasada bramek strzelonych na wyjeździe

| Sezon   | Rozgrywki               | Runda   | Przeciwnik            | Dom | Wyjazd | Ogólnie    |
| ------- | ----------------------- | ------- | --------------------- | --- | ------ | ---------- |
| 1994/95 | Liga Mistrzów           | 1Q      | Dynamo Kijów          | 0–0 | 1–3    | 1–3        |
| 1995/96 | Puchar UEFA             | Q       | Crusaders             | 4–0 | 2–1    | 6–1        |
| 1995/96 | Puchar UEFA             | 1R      | Sparta Praga          | 1–2 | 1–0    | 2–2, w.    |
| 1996    | Puchar Intertoto        | Grupa 4 | Sporting Charleroi    |     | 4–2    | 1. miejsce |
| 1996    | Puchar Intertoto        | Grupa 4 | Zagłębie Lubin        | 0–0 |        | 1. miejsce |
| 1996    | Puchar Intertoto        | Grupa 4 | SV Ried               |     | 3–0    | 1. miejsce |
| 1996    | Puchar Intertoto        | Grupa 4 | Conwy United          | 4–0 |        | 1. miejsce |
| 1996    | Puchar Intertoto        | 1/2     | Urał Jekaterynburg    | 0–1 | 2–1    | 2–2, w.    |
| 1996    | Puchar Intertoto        | F       | Segesta Sisak         | 0–1 | 2–1    | 2–2, w.    |
| 1996/97 | Puchar UEFA             | 1R      | Spartak Moskwa        | 1–2 | 2–3    | 3–5        |
| 1997    | Puchar Intertoto        | Grupa 2 | Grazer AK             |     | 0–2    | 3. miejsce |
| 1997    | Puchar Intertoto        | Grupa 2 | Hrvatski Dragovoljac  | 5–0 |        | 3. miejsce |
| 1997    | Puchar Intertoto        | Grupa 2 | SC Bastia             |     | 0–1    | 3. miejsce |
| 1997    | Puchar Intertoto        | Grupa 2 | Ebbw Vale             | 6–1 |        | 3. miejsce |
| 1998/99 | Puchar UEFA             | 2Q      | Mura                  | 2–0 | 0–0    | 2–0        |
| 1998/99 | Puchar UEFA             | 1R      | AS Roma               | 0–2 | 0–1    | 0–3        |
| 2000    | Puchar Intertoto        | 1R      | Dniapro Mohylew       | 1–2 | 1–2    | 2–4        |
| 2001/02 | Puchar UEFA             | 1R      | Real Saragossa        | 1–2 | 0–3    | 1–5        |
| 2022/23 | Liga Europy             | PO      | HJK                   | 1–1 | 0–1    | 1–2        |
| 2022/23 | Liga Konferencji Europy | Grupa B | Anderlecht            | 0–2 | 0–1    | 3. miejsce |
| 2022/23 | Liga Konferencji Europy | Grupa B | West Ham United       | 2–3 | 0–1    | 3. miejsce |
| 2022/23 | Liga Konferencji Europy | Grupa B | FCSB                  | 5–0 | 5–0    | 3. miejsce |
| 2024/25 | Liga Europy             | 2Q      | Molde                 | 3–2 | 1–3    | 4–5        |
| 2024/25 | Liga Konferencji        | 3Q      | KAA Gent              | 2–2 | 2–3    | 4–5, Dogr. |
| 2025/26 | Liga Konferencji        | 2Q      | KA                    | 1–1 | 3–2    | 4–3, Dogr. |
| 2025/26 | Liga Konferencji        | 3Q      | Jagiellonia Białystok | 0–1 | 2–2    | 2–3        |

## Skład na sezon 2024/2025
Stan na 8 września 2024
| Nr | Poz. | Piłkarz                  |
| -- | ---- | ------------------------ |
| 1  | BR   | Nicolai Larsen (kapitan) |
| 2  | OB   | Andreas Poulsen          |
| 3  | OB   | Robin Østrøm             |
| 4  | OB   | Pedro Ganchas            |
| 5  | OB   | Oliver Sonne             |
| 6  | PO   | Pelle Mattsson           |
| 7  | PO   | Ramazan Orazow           |
| 8  | PO   | Jeppe Andersen           |
| 9  | NA   | Alexander Simmelhack     |
| 10 | PO   | Younes Bakiz             |
| 11 | PO   | Fredrik Carlsen          |
| 15 | OB   | Rasmus Thelander         |

| Nr | Poz. | Piłkarz              |
| -- | ---- | -------------------- |
| 17 | PO   | Callum McCowatt      |
| 19 | OB   | Jens Martin Gammelby |
| 20 | PO   | Mads Larsen          |
| 21 | PO   | Anders Klynge        |
| 23 | NA   | Tonni Adamsen        |
| 24 | OB   | Alexander Madsen     |
| 25 | OB   | Pontus Rödin         |
| 30 | BR   | Aske Andrésen        |
| 33 | PO   | Mads Freundlich      |
| 40 | OB   | Alexander Busch      |
| 41 | PO   | Oskar Boesen         |

### Wypożyczeni do innych klubów
Stan na 8 września 2024
| Nr | Poz. | Piłkarz                                                  |
| -- | ---- | -------------------------------------------------------- |
|    | OB   | Oscar Fuglsang (w FC Fredericia do 30 czerwca 2025)      |
|    | OB   | Anders Dahl (w FC Fredericia do 31 grudnia 2024)         |
|    | NA   | Asbjørn Bøndergaard (w FC Fredericia do 30 czerwca 2025) |

## Trenerzy klubu od 1987
- Viggo Jensen (1987–92)
- Bo Johansson (1992–94)
- Bo Nielsson (1994)
- Frank Petersen (1995)
- Preben Elkjær Larsen (1995–96)
- Sepp Piontek (1997–99)
- Benny Johansen (1999–01)
- Morten Bruun (2001–02)
- Viggo Jensen (lipiec 2002 – październik 2006)
- Peder Knudsen październik 2006 – grudzień 2008)
- Preben Lundbye (2007)
- Troels Bech (styczeń 2009 – czerwiec 2012)
- Keld Bordinggaard (lipiec 2012 – listopad 2012)
- Viggo Jensen (listopad 2012 – czerwiec 2013)
- Jesper Sørensen (lipiec 2013 – grudzień 2014)
- Kim Poulsen (grudzień 2014 – wrzesień 2015)
- Peter Sørensen (wrzesień 2015 – sierpień 2018)
- Michael Hansen (sierpień 2018 – czerwiec 2019)
- Kent Nielsen (lipiec 2019 – obecnie)

## Strony klubowe
- Oficjalna strona klubu